# Klippan 9
Klippan 9 ou Strandvägen 9  est un édifice historique du quartier Östermalm à Stockholm en Suède,

## Description
Klippan 9 est un situé dans le l'îlot Klippan, à l'angle de Strandvägen 9 et de Skeppargatan 1. 
Le bâtiment a été érigé entre 1897 et 1900 selon les plans de l'architecte Johan Laurentz et est classé vert par le Musée municipal de Stockholm, ce qui signifie « particulièrement précieux d'un point de vue historique, culturel, environnemental ou artistique »,.

## Architecture
La propriété Klippan 9 avait été acquise par le maître d'œuvre Johan Bengtson, apparu au tournant du siècle en 1900 à la fois comme constructeur et comme client, et il construisait souvent pour spéculer, comme dans ce cas également.
Parallèlement, il construisit un autre immeuble d'habitation dans le quartier de Klippan (Klippan 6) et en 1885 il fit construire la maison Ädelman mindre 11 (Strandvägen 17). 
En tant qu'architecte, il a embauché Johan Laurentz. 
La maison de Klippan 9 est devenue la première de l'îlot avec une façade faisant face à Strandvägen nouvellement construite. 
Les premiers locataires s'y installèrent en 1900.
Johan Laurentz a conçu un somptueux bâtiment d'angle de cinq étages avec des appartements et un sous-sol avec des locaux commerciaux. Les façades étaient construites en brique rouge avec de nombreuses décorations en pierre calcaire claire. Au niveau du sous-sol et du rez-de-chaussée, la façade a été recouverte de pierre calcaire. Face à Strandvägen, deux baies vitrées sur quatre étages dominent, couronnées par des hottes de tour pointues. Vers Skeppargatan, on retrouve des baies vitrées similaires, mais sans capots de tourelle. Les balcons aux angles arrondis avec garde-corps en fer forgé sont également caractéristiques.

## Galerie

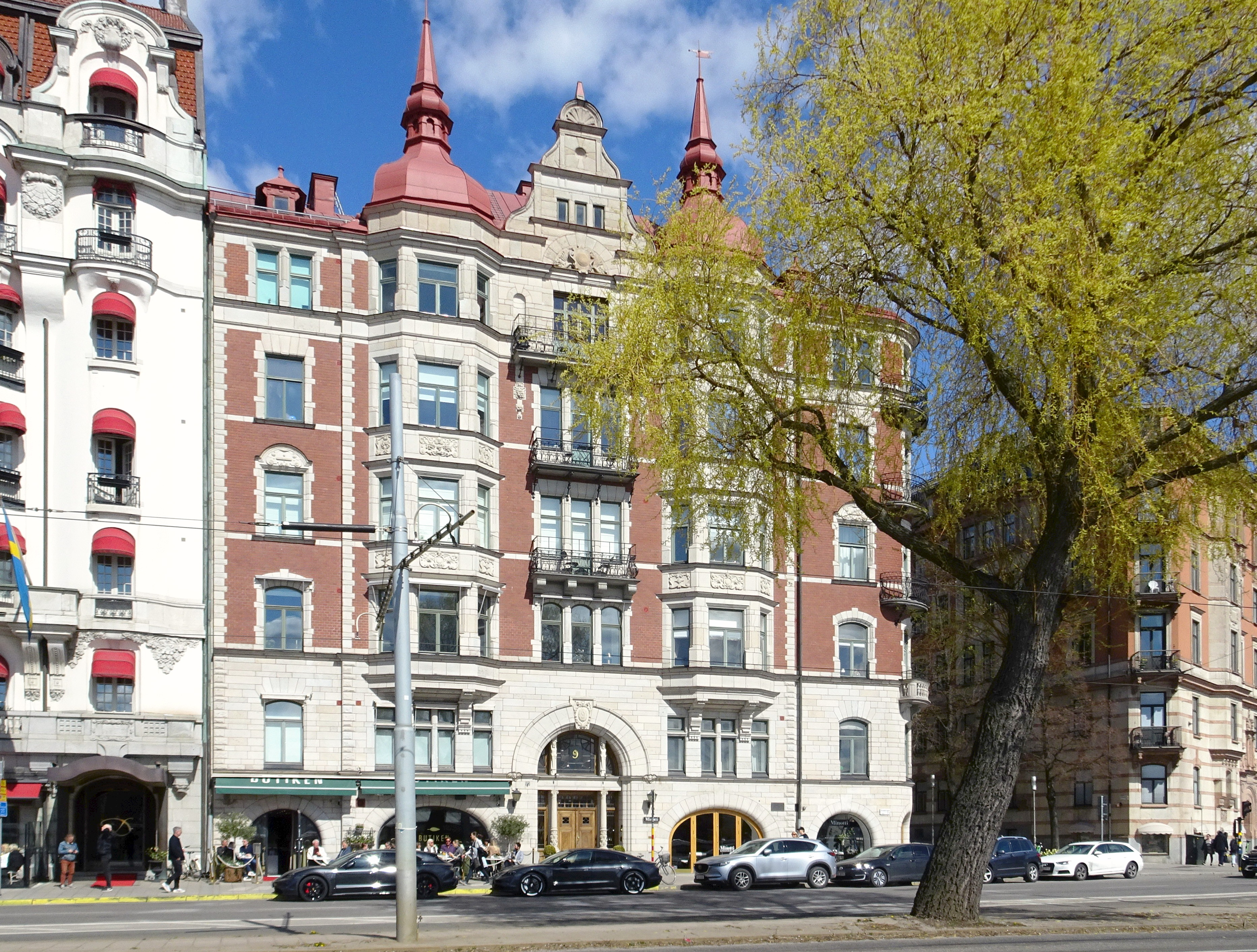
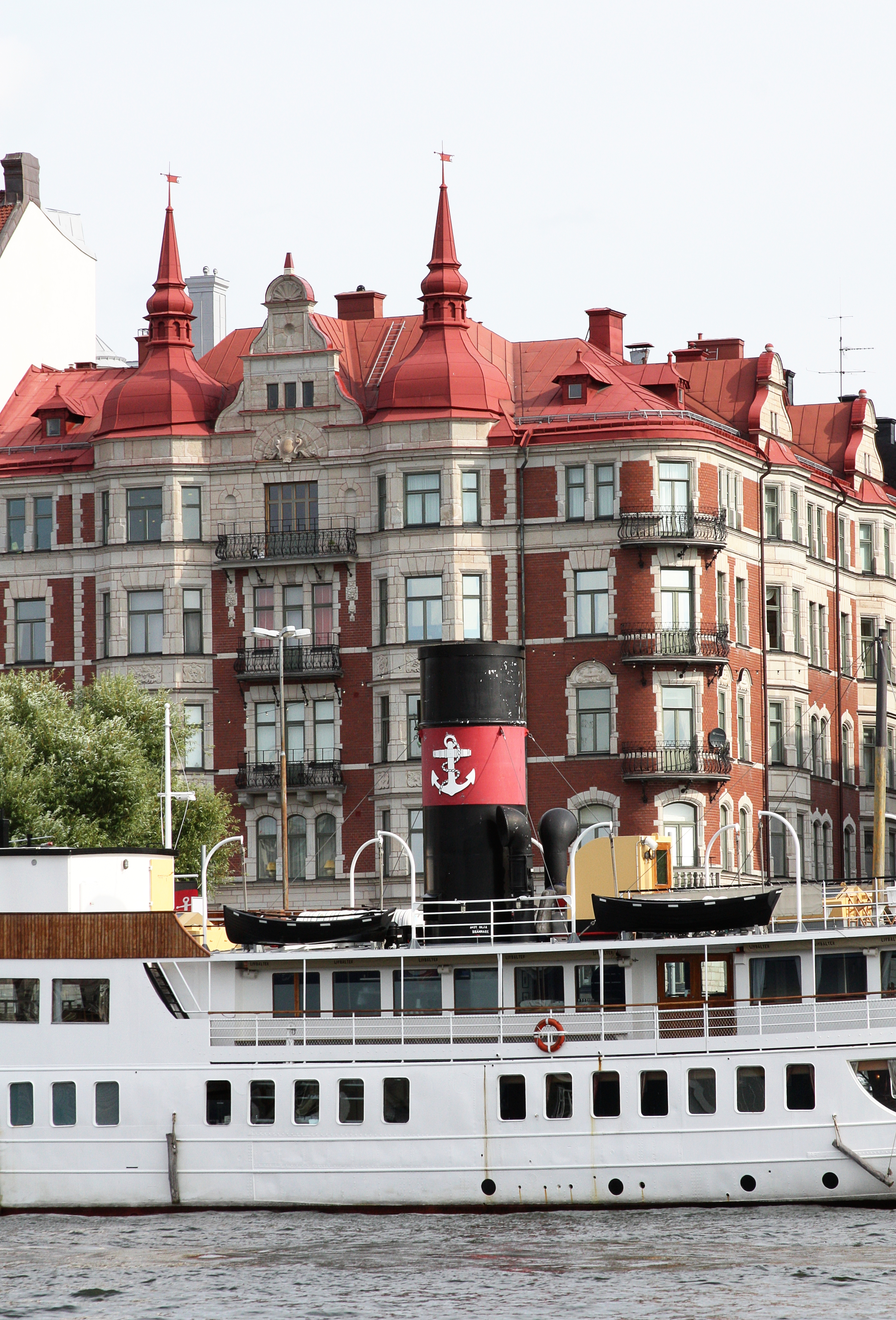
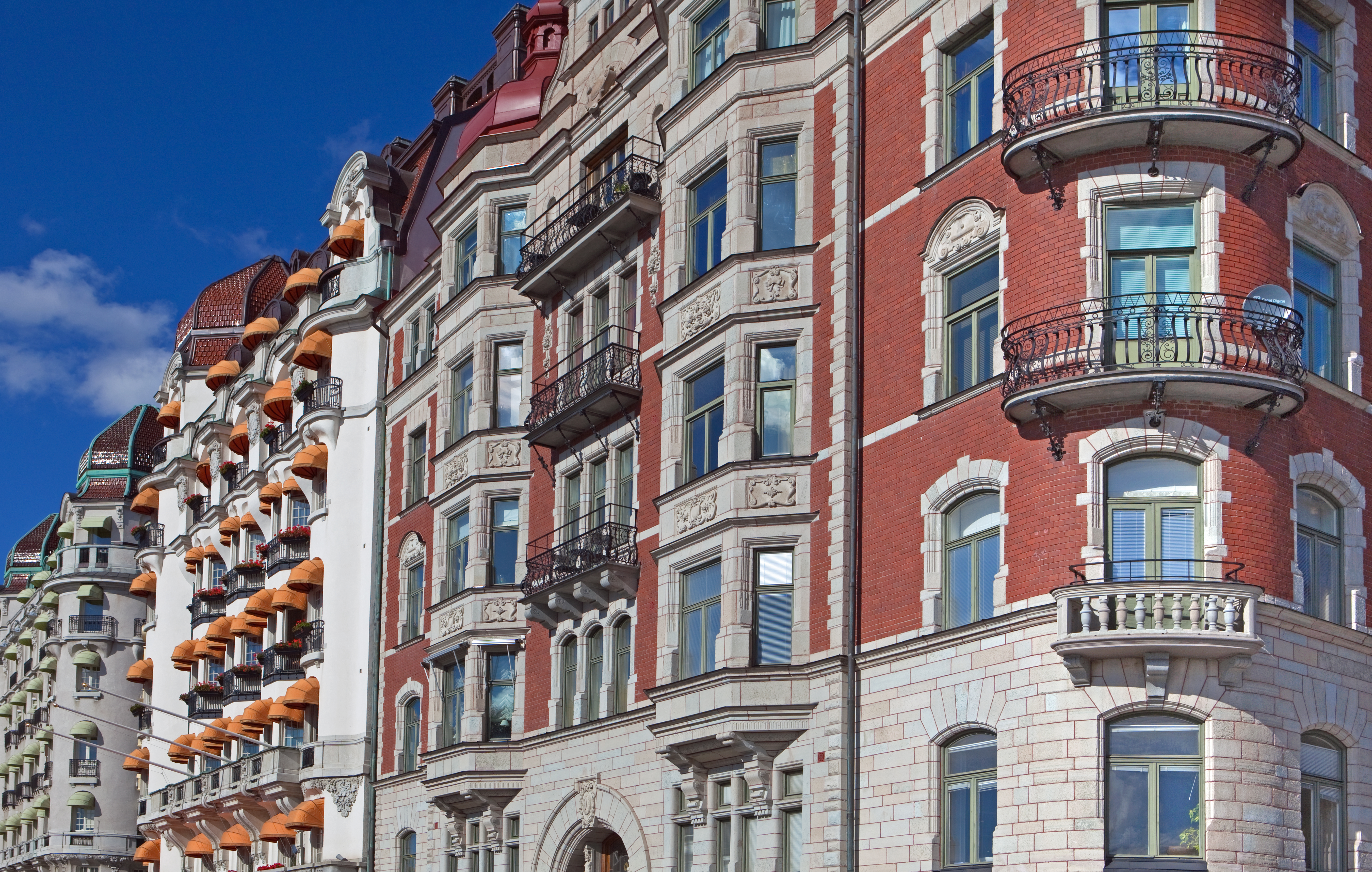
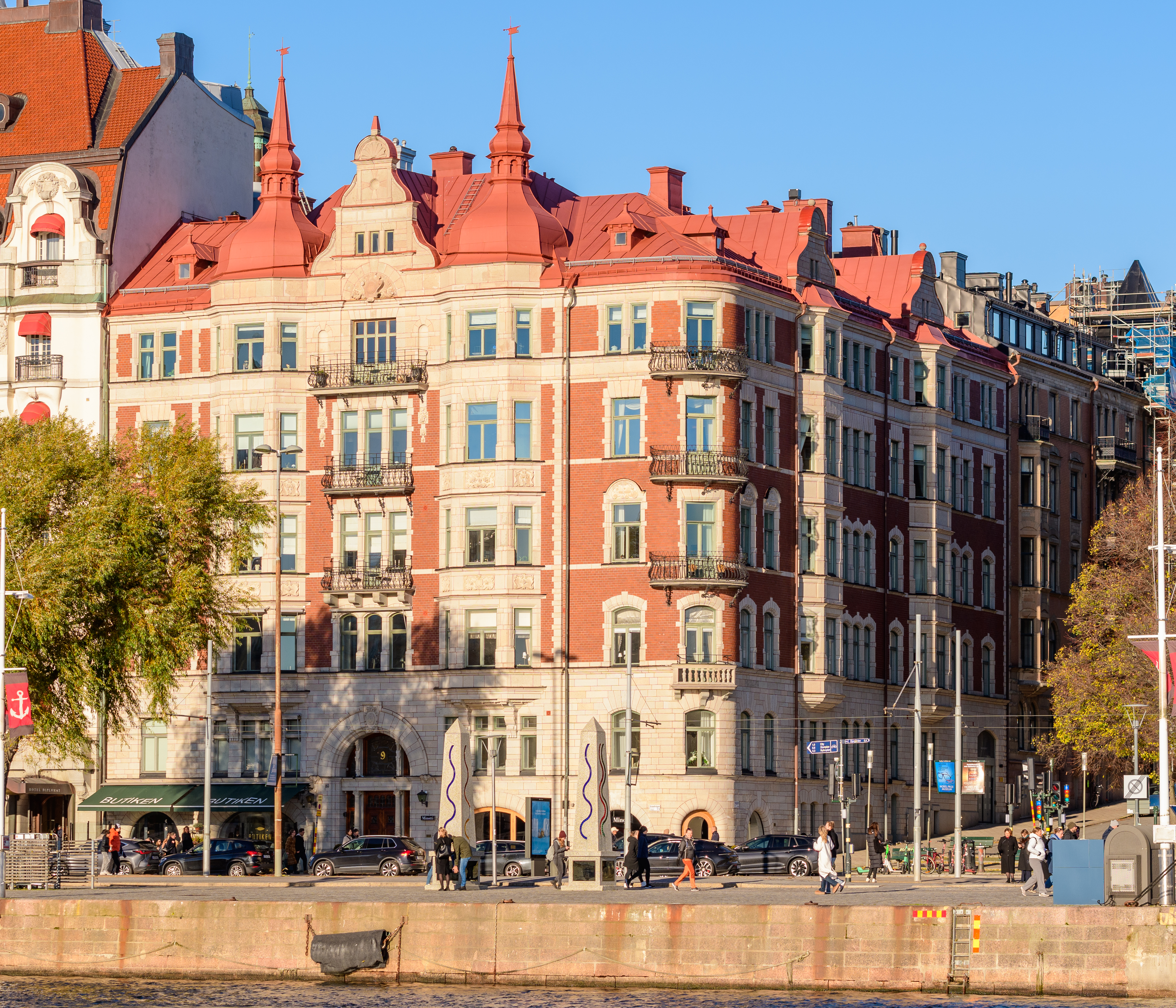
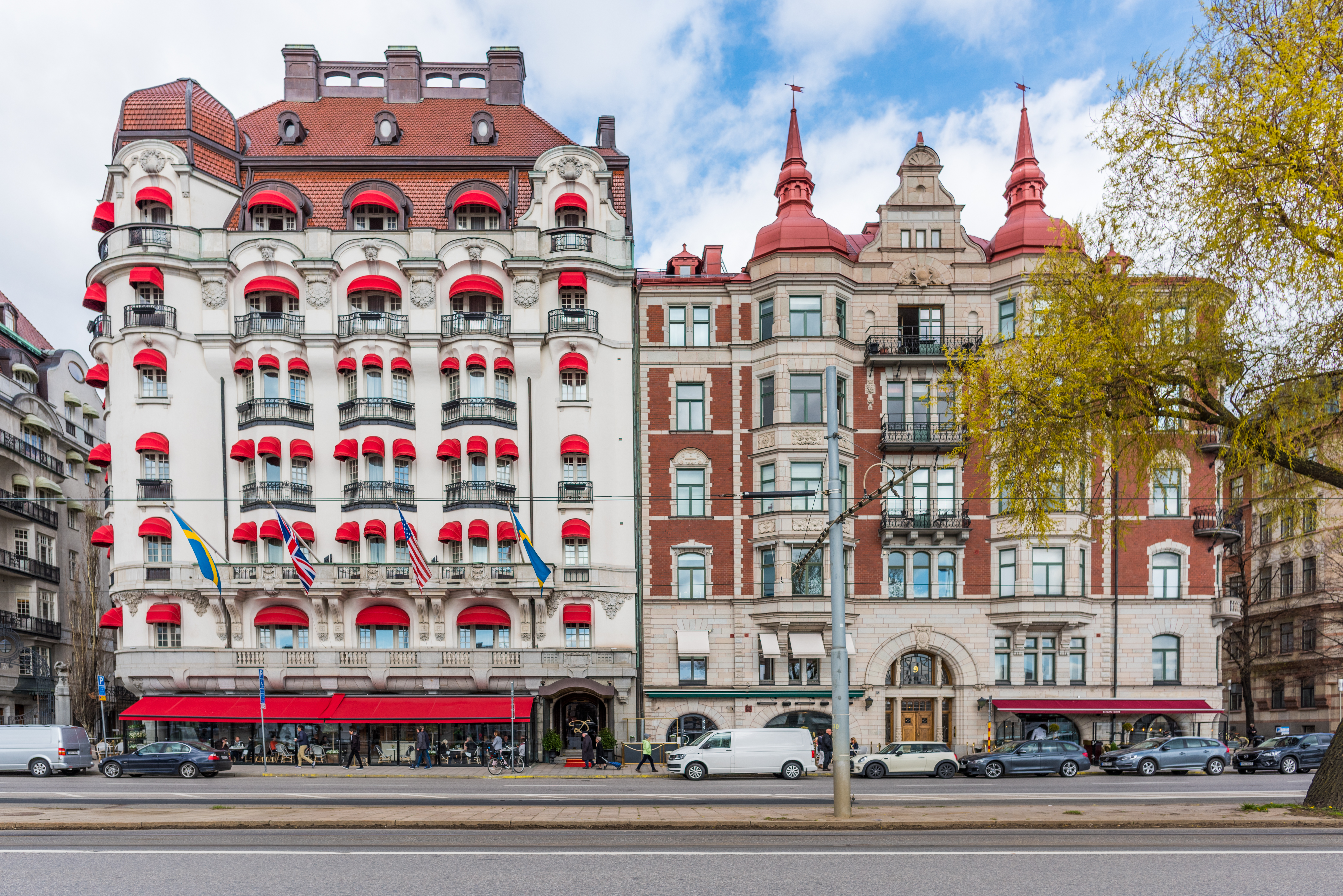